# Waisenhausplatz (Bern)

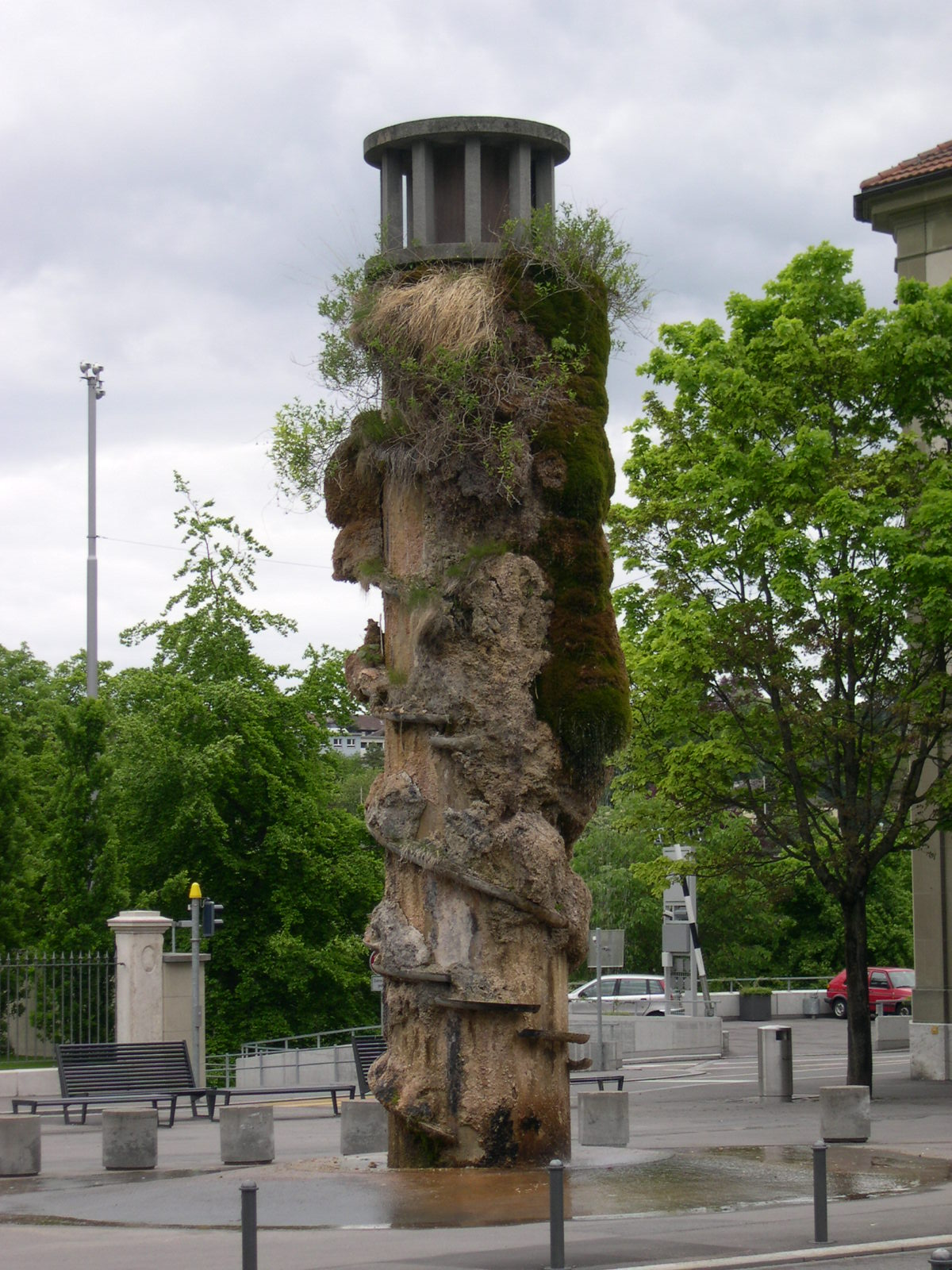
Der Oppenheimbrunnen

Truppen auf dem Waisenhausplatz während des Landesstreiks 1918

Der Waisenhausplatz ist ein zentral in der Stadt Bern (Schweiz) gelegener Platz.

## Lage

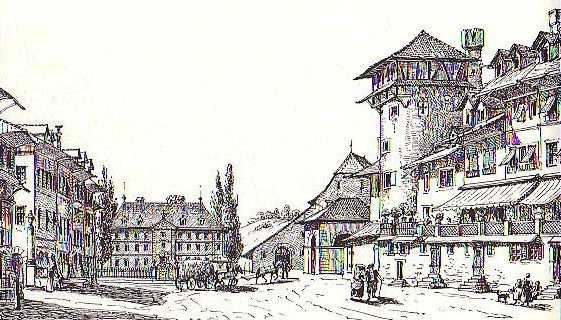
Der Waisenhausplatz mit dem Holländerturm um 1824

Der Waisenhausplatz mündet im Nordwesten in die Hodlerstrasse und die Speichergasse, im Nordosten in die Schüttestrasse und die Nägeligasse, im Osten in die Zeughausgasse, im Südosten in die Marktgasse, im Süden auf den Bärenplatz, im Südwesten in die Spitalgasse und im Westen in die Aarbergergasse.

## Geschichte
Der südliche Teil des heutigen Waisenhausplatzes wurde in der Mitte des 16. Jahrhunderts angelegt. Zu Beginn hiess er Viehmarkt, dann Holzmarkt, gelegentlich Weinplatz, im 18. und 19. Jahrhundert nannte man den Platz Schweinmarkt. Der mittlere Teil entstand durch Aufschüttung des Tachnaglergrabens, er hiess Zeughausplatz nach dem Grossen Zeughaus, das hier stand. Der Nordteil, aufgeschüttet über dem alten Zeugwartgarten, wurde erst 1784 fertiggestellt, er hiess Waisenhausplatz nach dem 1782/83 durch Ludwig Emanuel Zehender und Samuel Jakob Imhoof erbauten Knabenwaisenhaus. Seit 1942 residiert die Kantonspolizei Bern in dem Barockgebäude. Erst nach dem Abbruch des Grossen Zeughauses 1877 begann man, den ganzen Platz als Waisenhausplatz zu bezeichnen.
Am 29. April 1957 eröffnete die Metro Autopark AG im Untergrund des Waisenhausplatzes eine zweistöckige Autoeinstellhalle.
In jüngerer Vergangenheit hat der nördliche Teil künstlerisches und kulturelles Schaffen angezogen. So wurde Ende November 1983 der Meret-Oppenheim-Brunnen, im Volksmund auch Oppenheimbrunnen genannt, enthüllt, und seit 2004 bietet das Zentrum für Kulturproduktion Progr, im ehemaligen städtischen Progymnasium Bern, Raum für Kulturschaffende. 2016 hatte für eine Saison das Konzert Theater Bern im temporären Theaterkubus seine Bühne.
Im 21. Jahrhundert möchte die Stadt Bern den Waisenhausplatz und den Bärenplatz u. a. mit etwas mehr Grün aufwerten. Dabei soll auch der Asphalt durch Pflastersteine ersetzt werden. Bei der Volksabstimmung vom 18. Mai 2025 wurde der entsprechende Ausführungskredit mit 73,60 Prozent Ja-Stimmen gutgeheissen.